# Heilig Kreuz (Hofolding)

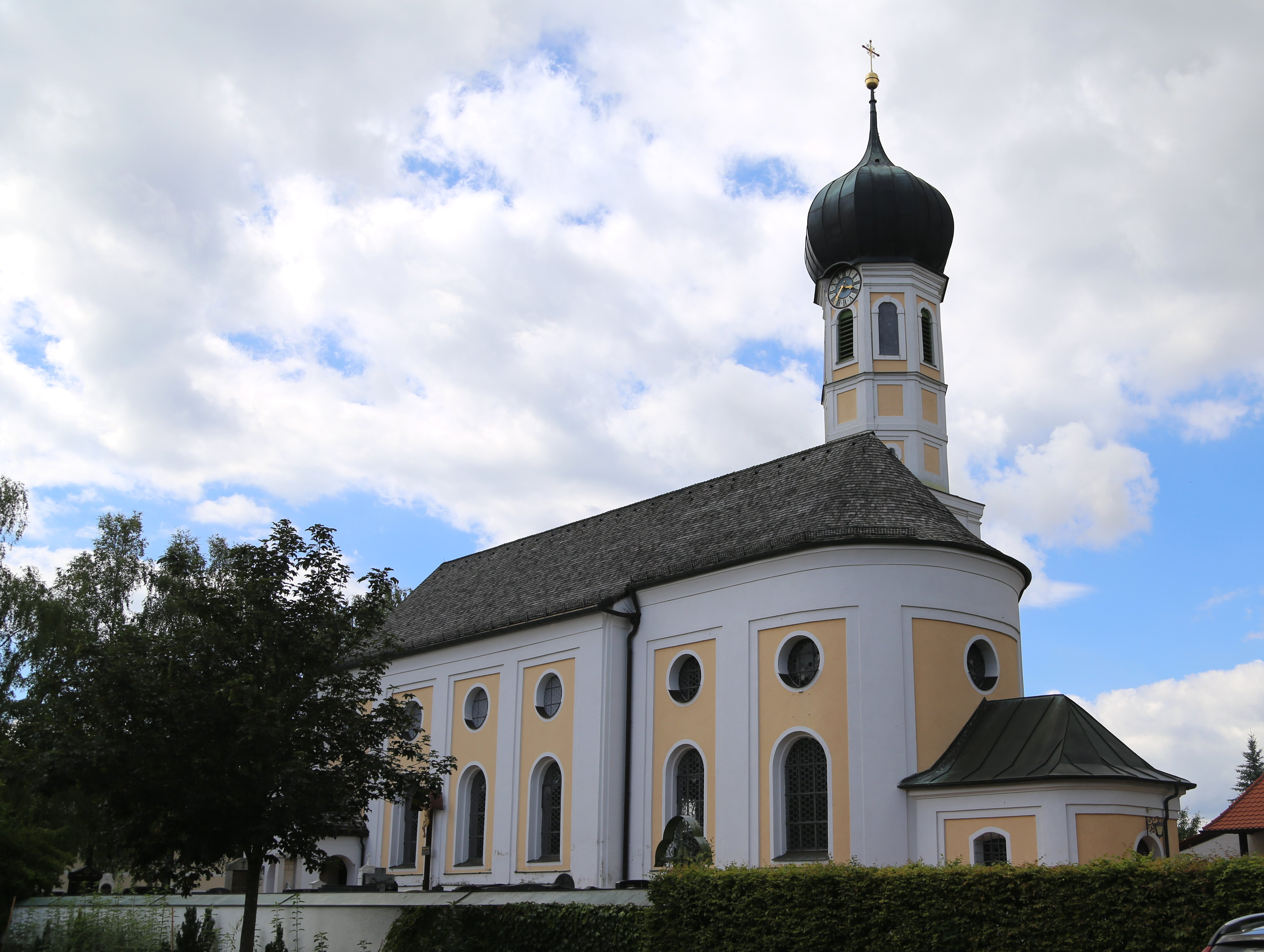
Heilig Kreuz (Hofolding)

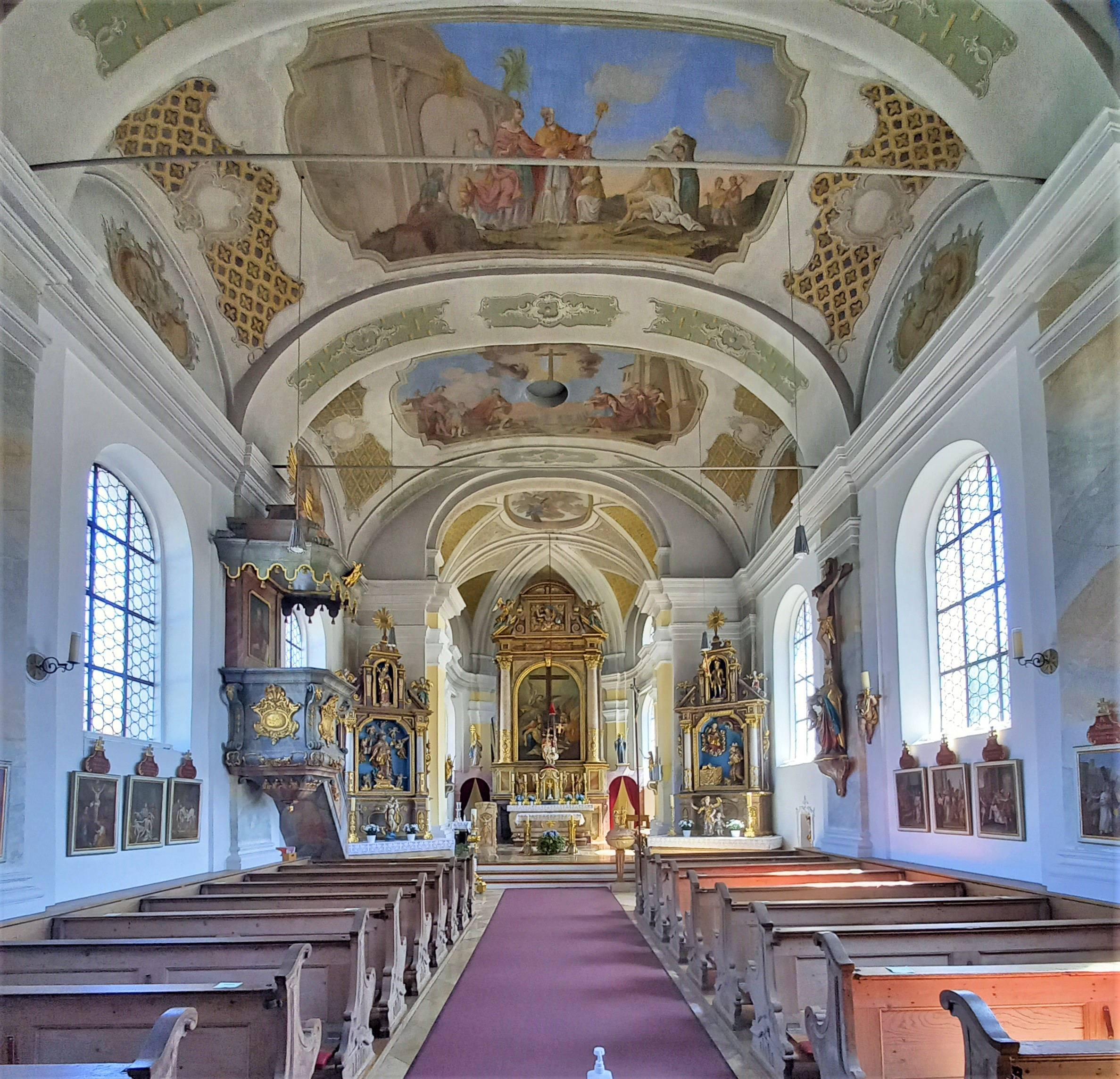
Innenansicht

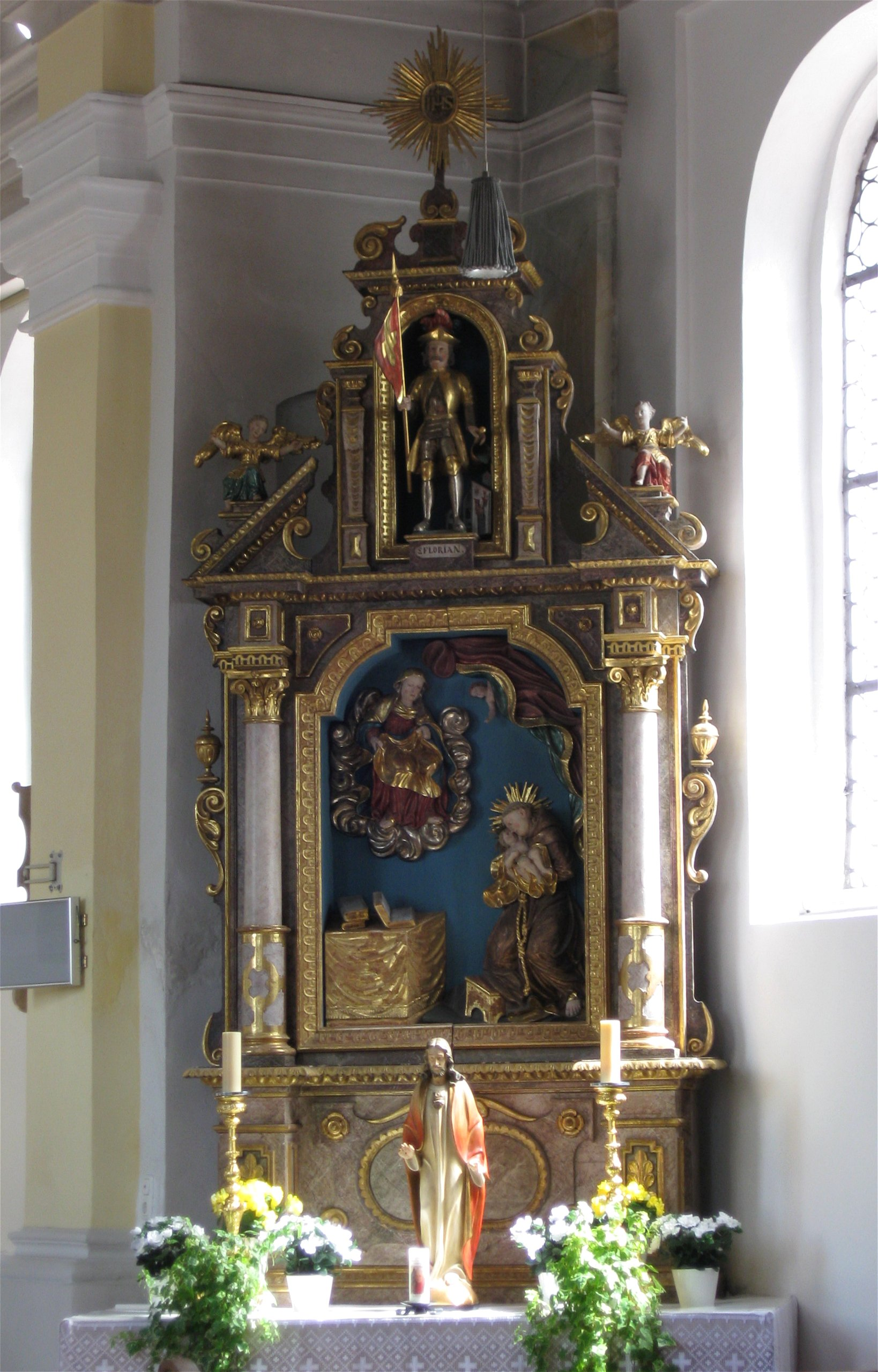
Südlicher Seitenaltar

Die römisch-katholische Pfarrkirche Heilig Kreuz ist eine barocke Saalkirche im Ortsteil Hofolding von Brunnthal im oberbayerischen Landkreis München. Sie gehört zum Pfarrverband Höhenkirchen im Erzbistum München und Freising.

## Geschichte und Architektur
Die ursprünglich mit dem Patrozinium Heiliger Michael versehene Kirche in Hofolding entstand an Stelle eines gotischen Vorgängerbauwerks als Neubau von Johann Georg Ettenhofer aus München. Nach einem Einsturz des Gewölbes im Jahr 1777 wurde die Kirche durch Franz Anton Kirchgrabner neu eingewölbt, eine Renovierung erfolgte 1968.
Das Bauwerk ist eine Saalkirche mit einem leicht eingezogenen, halbrund schließenden Chor, einer Sakristei an dessen Ostseite und einem Turm im nordöstlichen Winkel, der im unteren Geschoss quadratisch, im oberen achteckig gebildet und mit einer voluminösen Zwiebelhaube abgeschlossen ist. Die Kirche ist außen durch Felder mit Rundbogenfenstern und Blendokuli gegliedert. Das Innere ist durch Tonnengewölbe mit Stichkappen im Chor, im Langhaus durch Flachtonnengewölbe über Wandpfeilern mit breiten Pilastern und Schildbögen abgeschlossen.
Die Deckenfresken zeigen im Chor Christus mit dem Zeichen des Sieges aus dem Jahr 1778 von Augustin Joseph Demmel und im Langhaus Darstellungen der Kreuzeslegende, gemalt von Joseph Franz Xaver Graß im Jahr 1779 aus Miesbach, mit typologischen Verweisen auf das Kreuz in den Stichkappen. Im Westen ist eine Empore eingebaut.

## Ausstattung
Der Hochaltar vom Ende des 17. Jahrhunderts wurde im Jahr 1745 aus der Mariahilfkirche in München hierher übertragen. Er zeigt ein Gemälde mit einer Darstellung der Pietà unter dem Kreuz, signiert von Franz Seraph Gaulrapp, flankiert von hölzernen Skulpturen des heiligen Dionysius und des Erzengels Michael.
Die Seitenaltäre mit Holzfigurengruppen wurden 1725 von Anton Niggl aus Aibling geschaffen. Am nördlichen Altar ist der heilige Graf Rasso, am südlichen der heilige Antonius von Padua dargestellt.
Die Kanzel ist mit reichen kräftigen Schnitzornamenten versehen und wurde 1746 von Anna Maria Gottfried, Kistlerin aus München-Haidhausen, geschaffen. An der südlichen Langhausseite ist ein 1745 gestifteter  Kruzifixus mit Mater dolorosa aus Holz aufgestellt. 

## Orgel

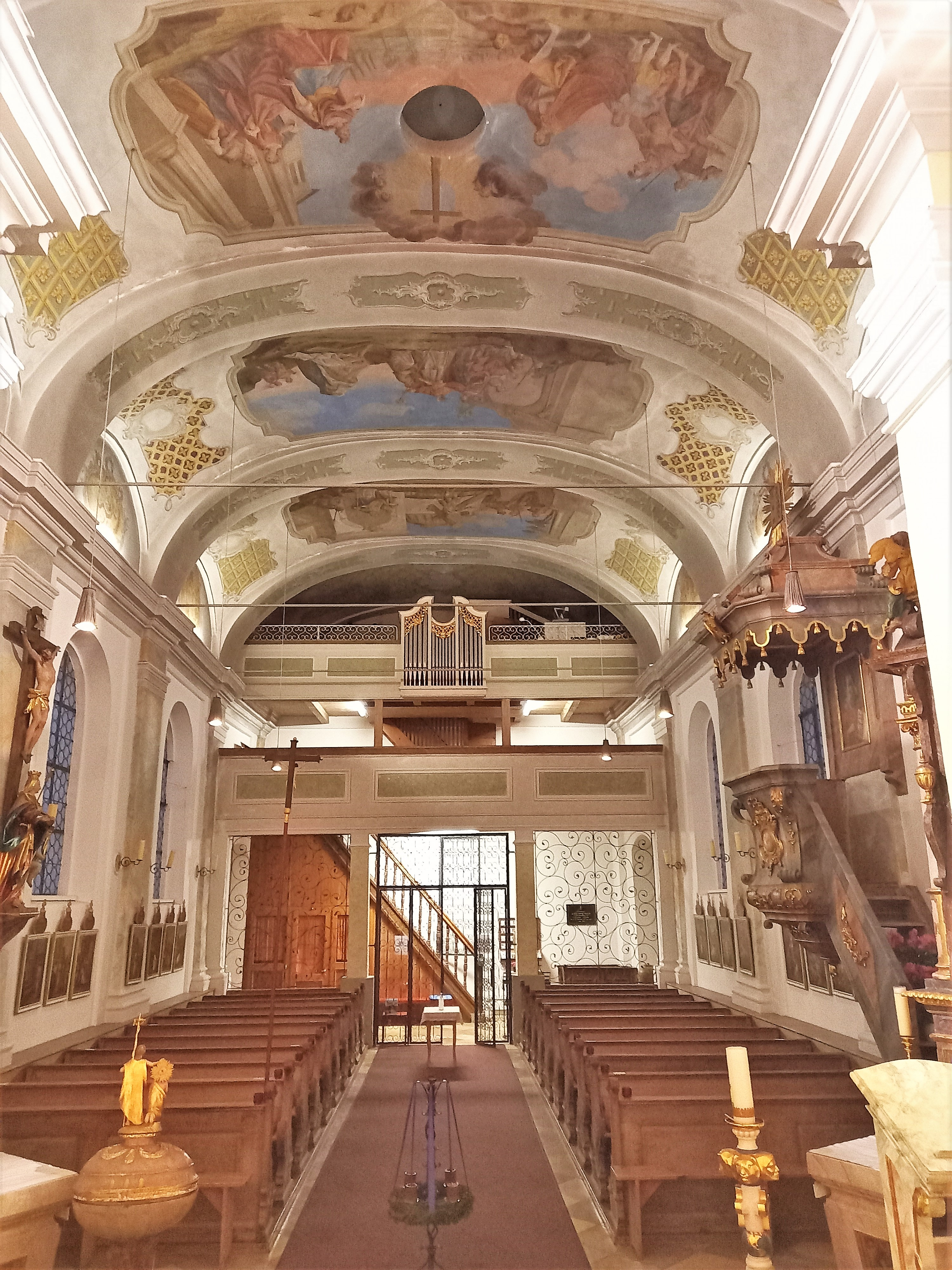
Blick zur Orgel

Die Orgel ist ein Werk von Wilhelm Stöberl aus dem Jahr 1975, die 1991 durch WRK Orgelbau umfassend erweitert und um ein Brüstungspositiv ergänzt wurde. Sie besitzt elf Register auf zwei Manualen und Pedal. Die Disposition lautet:
| I Hauptwerk |       |       |
| Salicional  | 8′    | (alt) |
| Gedeckt     | 8′    | (alt) |
| Prinzipal   | 4′    |       |
| Sesquialter | 2 ⁄3′ |       |
| Waldflöte   | 2′    |       |
| Mixtur      | 1 ⁄3′ |       |

| II Rückpositiv |       |
| Rohrflöte      | 8′    |
| Metallflöte    | 4′    |
| Quinte         | 1 ⁄3′ |
| Oktave         | 2′    |

| Pedal  |     |       |
| Subbaß | 16′ | (alt) |

- Koppeln: II/I, I/P, II/P
- Bemerkungen: Schleifladen, mechanische Spiel- und Registertraktur, Pfeifen von Salicional und Gedeckt sind handsignierte Pfeifen der Orgelbauwerkstätte Franz Borgias Maerz